# Cały ton
Cały ton – jednostka odległości między dwoma dźwiękami. Składa się z dwóch półtonów. Rozmiarem odpowiada jej sekunda wielka.